# Pitohui cerviniventris
Pitohui cerviniventris là một loài chim trong họ Oriolidae. Loài này được tách ra từ Pitohui kirhocephalus, trên cơ sở bài báo của Dumbacher et al. (2001).
Nó được tìm thấy trên quần đảo Raja Ampat ở miền tây New Guinea. Môi trường sống tự nhiên của nó là các khu rừng ẩm thấp vùng đất thấp nhiệt đới và cận nhiệt đới. Nó là một trong số ít các loài chim có độc, với độc chất thuộc nhóm batrachotoxin.

## Phân loài
Hai phân loài được công nhận:
- P. c. pallidus - van Oort, 1907: Tìm thấy trên đảo Sagewin và Batanta (tây quần đảo Papua).
- P. c. cerviniventris - (Gray, GR, 1862): Tìm thấy trên đảo Waigeo và Gemien (tây quần đảo Papua).